# 25376 Christikeen
25376 Christikeen este un asteroid din centura principală de asteroizi.

## Descriere
25376 Christikeen este un asteroid din centura principală de asteroizi. A fost descoperit pe 10 octombrie 1999 la Socorro, New Mexico, în cadrul proiectului LINEAR. Asteroidul prezintă o orbită caracterizată de o semiaxă mare de 2,42 ua, o excentricitate de 0,13 și o înclinație de 2,8° în raport cu ecliptica.